# Putîlivka, Kiverți
Putîlivka (în ucraineană Путилівка) este un sat în comuna Derno din raionul Kiverți, regiunea Volînia, Ucraina.

## Demografie
Componența lingvistică a localității Putîlivka
     Ucraineană (99%)
     Alte limbi (1%)
Conform recensământului din 2001, majoritatea populației localității Putîlivka era vorbitoare de ucraineană (99%), existând în minoritate și vorbitori de alte limbi.